# Frans Lanting
Frans Lanting (Rotterdam, 13 de julho de 1951) é um fotógrafo de natureza e meio ambiente holandês-americano.
Lanting obteve um mestrado em economia ambiental pela Universidade Erasmus em Roterdã em 1977 e emigrou para os EUA depois de estudar na Holanda. Ele agora vive em Santa Cruz, Califórnia, onde dirige um estúdio, galeria e agência de fotografia. Sua esposa, Chris Eckstrom, é editora, escritora e produtora que frequentemente colabora com ele em projetos de livros.
Lanting trabalha em diversas regiões do mundo, como Amazônia, África e Antártica. As revistas que publicaram suas imagens incluem National Geographic, Natural History, Stern, Outdoor Photographer, Audubon e Life.
Lanting é membro da Liga Internacional de Fotógrafos de Conservação (ILCP).
De maio a julho de 2012 houve uma exposição com 75 fotos de Life: A Journey Through Time no SS Rotterdam no porto de Rotterdam.
Em agosto de 2012, Lanting tornou-se embaixador do World Wide Fund for Nature na Holanda.[4] Em 25 de agosto de 2012, uma versão especial de concerto do LIFE foi realizada no Concertgebouw em Amsterdã, comemorando os 50 anos do World Wide Fund for Nature.